# Mohamed Sassi
Mohamed Sassi, né en 1952, à Rabat, est une personnalité politique et un intellectuel marocain.

## Biographie
Né à Rabat en 1952, Mohamed Sassi rejoint en 1971 les rangs de l'UNFP. Il y fait la connaissance de militants comme Mohamed Elyazghi ou Fathallah Oualalou à la section de Rabat. 
en 1972, la rupture entre les deux sections, Casablanca (Abdallah Ibrahim) et Rabat (Abderrahim Bouabid) conduit Mohamed Sassi à soutenir le changement de l'UNFP-Rabat en USFP. En 1975, et après l'assassinat de Omar Benjelloun, leader syndicaliste de l'USFP, par des islamistes il est parmi les fondateurs de la jeunesse de l'USFP, la Chabiba Ittihadia. En 1976, Il devient enseignant à la Faculté de droit d'Agdal (Droit privé). 
Il est élu à l'unanimité au poste de secrétaire général de la Chabiba en 1987. En 1998, Mohamed Hafid lui succède.

## Scission de l'USFP et fondation de "Fidélité à la Démocratie"
Dès 2001, ses relations avec les instances dirigeantes de l'USFP se dégradent sensiblement, notamment à cause du bilan de l'Alternance Consensuelle dirigée par Abderrahman el-Youssoufi, à l'époque premier secrétaire de l'USFP, le conduisent à fonder un courant -chose interdite- au sein de son parti; le premier secrétaire aura cette phrase célèbre : 'le monde est grand' (أرض الله واسعة) pour lui signifier qu'il pouvait quitter l'USFP, ce qu'il fit lors du VIe congrès en 2003 en créant l'association "Fidélité à la Démocratie" (الوفاء للديمقراطية)

## Fusions de Fidélité à la Démocratie et la Gauche Socialiste Unifiée
En septembre 2005, après deux ans de négociations avec Mohamed Moujahid, secrétaire général de la Gauche Socialiste Unifié, se tint le premier congrès de fusion qui donna naissance au Parti Socialiste Unifié, qui porta Mohamed Sassi au poste de secrétaire-adjoint, poste qu'il gardera jusqu'en mai 2010, date du IIIe congrès du PSU.